# ГЕС Агус V
ГЕС Агус V — гідроелектростанція на Філіппінах на острові Мінданао. Знаходячись між ГЕС Агус IV (вище по течії) та ГЕС Агус VI, входить до складу каскаду на річці Агус, яка дренує озеро Ланао та на північному узбережжі острова впадає до затоки Іліган внутрішнього моря Бохоль (моря Мінданао).
У межах проєкту річку перекрили бетонною гравітаційною греблею, яка спрямовує ресурс у прокладений по лівобережжю дериваційний канал довжиною 1,4 км. За 0,9 км від початку цей канал перекриває руслова будівля ГЕС.
Основне обладнання станції становлять дві турбіни потужністю по 27,5 МВт, які при напорі у 46 метрів забезпечують виробництво 265 кВт·год електроенергії на рік.
Видача продукції відбувається по ЛЕП, розрахованій на роботу під напругою 138 кВ.